# Макни, Патрик
Па́трик Макни́ (англ. Patrick Macnee; 6 февраля 1922, Лондон — 25 июня 2015, Ранчо-Мираж) — британский актёр и продюсер. Известность приобрёл в 1960-х годах, снимаясь в сериале «Мстители». Наиболее известные фильмы «Вой» и «Вид на убийство» (из сериала про Джеймса Бонда).

## Биография

### Ранние годы
Родился в Пэддингтоне, Лондон, Англия в 1922 году. Его прадед, сэр Дэниел Макни, был известным художником, прославившимся многими картинами, его «Леди в сером» можно найти в галерее Эдинбурга, Шотландия.
Отец Патрика, Дэниел Макни (1871—1953), был майором в полку Йоркширских драгунов в период Первой мировой войны и после её окончания работал тренером на лошадиных бегах. Он часто брал Патрика с собой, показывая ему уроки верховой езды. В 1929 году он уехал в Индию.
Мать, Дороти Хастингс (1889—1984) переехала в особняк богатой подруги Эвелин Споттсвуд в Рукснест, Уилтшир, когда Патрику было 8 лет. Споттсвуд помогала оплачивать его школу. Макни поступил в престижную школу Итон. В конце обучения его исключили.
В возрасте 5 лет, Макни впервые вышел на школьную сцену, сыграв полицейского в постановке пьесы Чарльза Диккенса «Николас Никльби».
В конце 1930-х он периодически навещал отца, который вернулся в Англию и решил отправиться в поисках работы в Беркшир, где было много знаменитых тренеров лошадей. Отец оставил дом и стал профессиональным тренером. Уже будучи юношей, Макни посещал Беркшир, где с известными жокеями, такими как Гордон Ричардс, постигал секреты профессиональной верховой езды. Он рассматривал вариант карьеры жокея, но, как оказалось, его рост был не востребован для этой профессии.

### Театр и начало карьеры
Во второй половине 1930-х годов начал участвовать в массовке в кино, среди заметных фильмов был «Пигмалион».
В 1939 году он работал на ферме. В течение 9 месяцев обучался в школе-академии драматического искусства Уэббера Дагласа. В 1940 году состоялся его профессиональный дебют на сцене театра Святого Франциска в Летчуэрте в постановке «Когда мы женаты». Пьеса продержалась 5 дней. Вскоре Патрик заключил годовой контракт с «Bradford repertory company» и исполнил роли в нескольких постановках компании.
В декабре 1941 года произошёл первый заметный прорыв Макни, когда постановка пьесы «Маленькие женщины» по повести Луизы Мей Олкотт, где он играл роль Лори, переместилась в Лондон. Его исполнение роли получило хорошие отзывы в прессе, в результате чего после окончания контракта с «Bradford repertory company» в 1942 году актёр продолжил играть в столичных театрах. В это же время он принял участие в пьесах «Зимняя сказка» по Шекспиру и «Сломанные побеги» по рассказу Томаса Берка.
В 1942 году он снова снялся в роли статиста в фильме Майкла Пауэлла и Эмерика Прессбургера «Жизнь и смерть полковника Блимпа». После съемок подписал контракт на роль Дэвида Пенли в фильме «Дитя четверга», но получил военный призыв и в результате роль ушла малоизвестному в то время актёру Стюарту Грейнджеру. Он также должен был сыграть в первой главной роли в постановке Вест-Энда, где его партнершей была бы Вивьен Ли. В октябре 1942 поступил в Королевский морской флот.

### Военная карьера
5 октября 1942 г. Патрик попал на военную службу, где сначала прошёл 6-недельный курс обучения на юнгу в бывшем лагере для отдыха города Пуллхели, Великобритания. Практический морской курс проходил на борту фрегата «HMS Glendower» в Портмадоре, где Патрик, показав превосходный результат, был зачислен до окончания курса на борт парохода «HMS Whippengham», который оборонял территорию от воздушных налетов. Несколько дней до начала службы на судне Макни провёл у себя в Лондоне, где женился на Барбаре Даглас, которая училась с ним в школе-академии Веббера Дагласа.
В начале 1943 г. он был удостоен звания младшего лейтенанта на службе «Королевской резервной морской армии», став навигаторов на Моторных Торпедных Лодках (МТБ) и был послан на «HMS Alfred» в Брайтон для тренировки. Он учился техническому обслуживанию двигателей, навигации, азбуке Морзе, артиллерии, применению морских торпед и подводных мин, знанию радаров, сигналов. После окончания школы он взял дополнительный курс обучения в «Королевском Морском колледже» в Гринвиче.
После назначения на «MTБ» он тренировался и служил в подразделении «Легких Береговых Сил» (Light Coastal Forces) в форте Уильям в Шотландии.
Поступив на службу в «Первую Флотилию MTБ» в Дартмуте, он участвовал в морских сражениях 1943 — 44 гг. как штурман большого торпедного катера «МТБ 415». Катер со скоростью 38-40 узлов, оборудованный автоматическими пушками, глубинными бомбами и торпедами патрулировал Английский канал от Шербура до Сен-Мало, защищая конвои и охотясь за немецкими подводными лодками.
В 1944 г. в чине первого лейтенанта он был переведен на торпедный катер «МТБ 434», который был подготовлен для участия в морском сражение «дня Д». Патрик готовился к этому дню в Портсмуте, Хэмпшир, но был госпитализирован с бронхитом в Чичестер. 6 июня 1944 г. катер был уничтожен в сражении с «Германским конвоем», один человек был убит, остальные ранены. Патрик до конца своей жизни благодарил судьбу за то, что смог уцелеть.

### Начало карьеры на телевидении и первые роли в кино
В 1946 году по окончании военной службы он вернулся на театральную сцену, стал также сниматься на телевидение. Первой работой на ТВ стал фильм «Утренний отъезд» 1946 года. Последующая работа в 50-минутном варианте «Гамлета», где Патрик сыграл Лаэрта, помогла ему сыграть одну из ролей в театральной постановке Юлий Цезарь 1947 года и принять участие в знаменитом фильме Лоренса Оливье «Гамлет», пусть и в роли статиста. Одну из первых ролей в нём сыграл и Кристофер Ли, с которым Патрик был знаком ещё со школы, вместе они принимали участие во многих постановках. Также в фильме впервые был дуэт Кристофера Ли и Питера Кашинга, снявшихся позже в фильмах студии Хаммер.
В фильме «Гамлет», съёмки которого начались летом 1947 года, было задействовано множество будущих звёзд, в том числе неизвестного Десмонда Ллюэлина, игравшего Q в бондиане. Макни и все остальные малоизвестные актёры были на заднем плане в одной из сцен, где актёры показывали спектакль, разоблачавший короля. Патрик с трепетом рассказывал, как в этой сцене он находился совсем близко за спиной актрисы Джин Симмонс и воплощение мечты многих коснуться её для него была лишь решением протянуть руку.
В конце 1947 года он снялся в роли Эдгара Линтона в телевизионной драме «Грозовой перевал» по роману Эмили Бронте в роли второго плана. Он получил предложение сыграть главные роли в малобюджетном кино — в фильмах «Роковая ночь» и «Моя девушка».
Он снова снялся у Пауэлла и Прессбургера в фильмах «Маленькая задняя комната» (1948), где его имени не было в титрах, и «Доблестный Пимпернелл» 1950 года, где в окончательной версии монтажа его роль значительно урезали.
Снялся в телевизионной постановке Макбета.

### Работа на канадском телевидении
В то время, когда актёр играл в эпизодических и второстепенных ролях, он неожиданно получил телефонный звонок из Канады от своего старого друга Дэвида Грина — известного английского режиссёра, который также как и Макни снимался в проходных малоизвестных фильмах. Он предложил ему отправиться в Торонто и принять участие в одних из первых постановках канадского ТВ. Обдумав предложение, Макни отправился на другой континент.
Патрик обосновался в общежитие YMCA, в котором жили другие артисты — он делил свою комнату с критиком Гербертом Уиттакером. Первой канадской телевизионной постановкой для Патрика стал мини-сериал «Лунный камень» по роману Уилки Коллинза, в котором он исполнил главную роль. Тогда же он познакомился с продюсером Сидни Ньюменом, который несколько лет спустя вместе с Леонардом Уайтом, приятелем Макни со времен работы в театре Уиндзор в начале 1950-х, предложил позже сняться в «Мстителях».
Прочно обосновавшись в Торонто, он появился во многих радио- и телепостановках с 1952 по 1954 год. Вместе с другими канадскими актёрами, такими как Кристофер Пламмер, Уильям Шетнер и Лорн Грин он постепенно обрел статус звезда ТВ.

### Роли в Голливуде
В 1954 году, устав от монотонной работы в Канаде, Патрик вернулся в Лондон. В сентябре он принял участие в театральной труппе Old Vic, которая ставила спектакль «Сон в летнюю ночь». Макни досталась роль Димитриуса. Труппа выступала в Эдинбурге и Северной Америке (включая Бродвей), Афины, с 21 сентября по 17 октября, всего 29 выступлений.
Макни впервые побывал в Америке. В конце 1955 года в Нью-Йорке на одной из студий он подписал годовой контракт и принял участие в различных телепрограммах, начиная с постановки «Цезарь и Клеопатра». Тогда же он приобрел небольшой дом в Малибу.
В 1957 году его пригласили в Голливуд на небольшую, но значимую роль в музыкальном фильме «Девушки», в котором главную роль исполнил Джин Келли. В этом фильме Патрик исполнил роль адвоката, присутствующего на суде и пытающегося разобраться в хитросплетениях интриг героев.
После следующего фильма с Полом Ньюменом «До отплытия» 1957 года, в котором все сцены с актёром были вырезаны, он продолжил сниматься на ТВ. В 1958 году он познакомился с Борисом Карлоффом и принял участие в одном из эпизодов его нового сериала Вуаль, который так и не был показан на ТВ.
В 1959 году Патрик получил гражданство США, так как в течение 3 лет до этого снимался в основном в американских сериалах. Он появлялся в эпизодах таких сериалов, как «Сыромятная плеть» с Клинтом Иствудом, «Альфред Хичкок представляет» и «Сумеречная зона».
В этом же году он дебютировал в режиссуре, поставив в штатах несколько театральных пьес, включая пьесу Бэна Хечта «Уинклберг» и пьесу Джона Осборна «Гнев».

### «Мстители» и пик карьеры
Весной 1960 года Патрик вернулся в Англию. Он снялся в эпизоде сериала «Театральное кресло» и получил предложение сопродюсировать документальный сериал, посвященный Уинстону Черчиллю. Макни согласился и приступил к работе.
В сентябре 1960 года Макни поступило предложение от канадского актёра и продюсера Леонарда Уайта сыграть главного героя в новом сериале без названия. По словам Уайта, стиль сериала будет напоминать шпионские романы Джона Ле Карре и фильмы Альфреда Хичкока. Макни встретился с главой компании ABC Сидни Ньюменом и назвал сумму гонорара, будучи уверен, что тот откажется. К удивлению, Сидни согласился и Патрика взяли на роль.
В ноябре 1960 года название для сериала было придумано. В одном интервью Ньюмен сказал примерно следующее: «Я перебирал в голове различные варианты словосочетаний, потом обратил внимание на сценарий первого эпизода и понял, что все довольно просто. Убивают невесту главного героя и он желает отомстить. Он прибегает к услугам профессионала Джона Стида. Одно название существовало в моей голове — Мстители. Я не знал, о чём будут будущие сюжеты сериала, но это название возымело надо мной какую-то магию. Все было решено в тот же час».
В декабре был снят первый эпизод сериала, в котором Патрик Макни впервые появился в начале второго акта: Джон Стид стоит на пороге своего дома, встречая своего будущего напарника, доктора Дэвида Кила.
Роль Джона Стида стала самой известной в карьере Макни. Он исполнял её в сериале с 1961 по 1969 год, а также с 1976 по 1977 в сиквеле сериала под названием «Новые Мстители». Актёр стал узнаваем в Великобритании. Его партнершами были Дайана Ригг, Онор Блэкман и Джоанна Ламли (в сиквеле сериала). Он позже снялся в камео в киноверсии с Рэйфом Файнсом.
Актёр сыграл помощника героя Роджера Мура в его последнем фильме в роли Бонда в 1985 году. Вдвоём они противостояли персонажу Максу Зорина в исполнении лауреата «Оскара» Кристофера Уокена. Макни сыграл в известном пародийном фильме «Это — Spinal Tap!».

## Смерть
Патрик Макни скончался 25 июня 2015 года на своём ранчо Мираж в штате Калифорния (США) в окружении семьи. Сын Руперт подтвердил смерть отца, и указал, что смерть последовала от естественных причин. Слова Руперта Макни официально подтвердил и коронер округа Риверсайд (Калифорния), указав, что актёр умер от естественных (старческих) причин.

## Фильмография
- 1948 — Роковая ночь / The Fatal Night …. Тони
- 1950 — Отелло — Кассио
- 1951 — Скрудж / Scrooge …. молодой Джейкоб Марли
- 1955 — Три случая убийства / Three Cases of Murder …. охранник Субалтерн
- 1956 — Битва на речном плато / The Battle of the River Plate …. Лейтенант Мэдли
- 1957 — Девушки / Les Girls …. Сэр Перси
- 1957 — Джейн Эйр / Jane Eyre …. Эдвард Рочестер[5]
- 1958 — Завеса / The Veil (сериал) — Vision of Crime / Предсказание преступления …. Молодой констебль
- 1962 — Зимняя сказка / The Winter’s Tale  …. Поликсенес
- 1970 — Мистер Джерико / Mister Jerico …. Дадли Джерико
- 1972 — Женщина, которую я люблю / The Woman I Love …. лорд Браунлау
- 1975 — Коломбо: Смерть в океане / Columbo: Troubled Waters …. Капитан Гиббон
- 1975 — Мэтт Хелм / Matt Helm …. Шоукросс
- 1976 — Шерлок Холмс в Нью-Йорке / Sherlock Holmes in New York …. Доктор Ватсон
- 1977 — Сокровища царя Соломона / King Solomon’s Treasure  …. Капитан Гуд
- 1977 — Под покровом ночи / Dead of Night  …. Доктор Герия
- 1978 — Вечер в Византии / Evening in Byzantium …. Ян Валди
- 1979 — Похищение по-американски / The Fantastic Seven  …. Бодро
- 1980 — Морские волки /  The Sea Wolves …. Майор 'Йоги' Кроссли
- 1981 — Вой / The Howling …. Доктор Джордж Ваггнер
- 1982 — Репетиция для убийства / Rehearsal for Murder  …. Дэвид Мэтьюз
- 1982 — Молодые влюблённые врачи / Young Doctors in Love  …. Доктор Джейкобс
- 1983 — Голый космос / The Creature Wasn’t Nice  …. Доктор Старк
- 1984 — Это — Spinal Tap / This Is Spinal Tap …. Сэр Дэнис Итон-Хогг
- 1985 — Вид на убийство (Джеймс Бонд) / View to a Kill …. Сэр Годфри Тиббетт
- 1985 — Шейди / Shadey …. Сэр Сирил Ландау
- 1988 — Превращения / Transformations …. святой отец Кристофер
- 1988 — Музей восковых фигур / Waxwork …. Сэр Уилфред
- 1989 — Человек-краб с Марса / Lobster Man from Mars …. Профессор Плокостомос
- 1989 — Вокруг света за 80 дней / Around the World in Eighty Days …. Ральф Готье
- 1989 — Извините, вы ошиблись номером / Sorry, Wrong Number  …. Найджел Ивенс
- 1989 — Маска красной смерти / Masque of the Red Death …. Мачивел
- 1990 — Суперсила / Super Force …. Э. Б. Хангерфорд
- 1991 — Глаз вдовы / Eye of the Widow  …. Маркус
- 1991 — Шерлок Холмс и примадонна / Sherlock Holmes and the Leading Lady  …. Доктор Ватсон
- 1992 — Происшествие на водопаде Виктория / Incident at Victoria Falls …. Доктор Ватсон
- 1992 — Музей восковых фигур 2: Затерянные во времени / Waxwork II: Lost in Time …. Сэр Уилфред
- 1993 — Ищейка Лондона / The Hound of London …. Шерлок Холмс
- 1993 — Гром в раю / Thunder in paradise …. Эдвард Уитакер
- 1994 — Гром в раю (телесериал) / Thunder in paradise …. Эдвард Уитакер
- 1997 — Найтмэн / NightMan …. Доктор Уолтон
- 1999 — Поместье Нанчерроу / Nancherrow …. Лорд Питер Аулискомб
- 2004 — Правда об ангелах и демонах / Unlocking DaVinci’s Code …. ведущий, рассказчик

## Награды
- В 1963 г. вместе с Онор Блэкман получил награду «Лучшие телевизионные персонажи года» от клуба Варьете в Англии.
- В 1968 г. вместе с Дианой Ригг награждён премией «Золотой Отто» в Германии за роли Стида и миссис Пил в сериале Мстители.
- В 1970, Патрик Макни и Линда Торсон получают в Париже награду «The Prix Triomphe» за заслуги в сериале «Мстители».
- В 1974, награждён премией «Соломенная шляпка» за главную роль в театральной пьесе Энтони Шаффера «Сыщик».
- В 1983, награждён призом «Золотая Камера» в Германии за вклад долголетней работы на ТВ.
- В 2000, награждён премией BAFTA за роль Джона Стида в сериале Мстители наряду с главными актрисами сериала.

## Другие работы
- Запись сингла «Kinky Boots», ставшего хитом. Вокальные партии на треке вместе с Онор Блэкман (партнерша Джона Стида в период 1962—1964 сериала «Мстители»). Выход в свет: февраль 1964. Многими поклонниками были сняты видеоклипы этой песни.
- Сыграл роль шофера лимузина в видеоклипе группы Oasis: «Don’t Look Back in Anger».
- Музыкальное видео ансамбля The Pretenders включает в себя эпизоды заключительной серии «Мстителей» с героиней Эммы Пил «Операция незабудки».
- Автобиография «Слепой в одном ухе» (вместе с Мэри Камерон), Лондон: 1988. .
- Роман «Мстители: Смертельная черта» (вместе с Питером Лесли). Опубликован в 1965 году.
- Роман «Мстители: Смертельное купание» (вместе с Питером Лесли). Опубликован в 1966 году.
- «Мстители и я» (вместе с Дэйвом Роджерсом и Джоанной Ламли). Опубликован в 1997 году.

## Личная жизнь
Был женат трижды:
- Барбара Даглас (актриса, ноябрь 1942—1956). Сын Руперт (1947 г. рождения, ТВ продюсер) и дочь Дженни (1952 г. рождения). Познакомился в 1941 г. в течение постановки пьесы «Маленькие женщины».
- Кэт Вудвилл (актриса, 29 марта 1965—1969). Познакомился на съёмках эпизода Ракетное топливо 23 телесериала Мстители 6 октября 1962 г.
- Барбара Секли (25 февраля 1988—2007, её смерть). Познакомился в 1986 году.